# کوه بلو اسکای
کوه بلو اسکای (به انگلیسی: Mount Blue Sky) یک کوه در ایالات متحده آمریکا است که در شهرستان کلیر کریک، کلرادو واقع شده‌است.